# 와이탕이 데이
와이탕이 데이(마오리어: Te Rā o Waitangi, 영어: Waitangi Day)는 1840년 2월 6일에 국가의 건국 문서로 간주되는 와이탕이 조약이 처음 서명된 날을 기념하는 날이다. 최초의 와이탕이 데이는 1934년까지 기념되지 않았고, 1974년에 국가 공휴일로 지정되었다.
현재 뉴질랜드에서는 기념일이 매년 2월 6일에 열리며, 그 날은 보통 공휴일로 인식된다. 조약 협정을 기념하여 와이탕이 등에서 의식이 거행된다. 파티, 마오리의 후이(간친회), 뉴질랜드의 역사에 대한 고찰, 공식상, 시민권 의식 등 다양한 이벤트가 개최된다. 이 기념식은 마오리 활동가에 의한 항의의 초점이기도 하고 때로는 논쟁의 초점이 되고 있다.